# ASV Hohenau
Der ASV Hohenau (Langname: „Arbeiter Sportverein Hohenau“) ist ein Fußballverein in der niederösterreichischen Marktgemeinde Hohenau an der March im Bezirk Gänserndorf. Der Verein gehört dem Niederösterreichischen Fußballverband (NÖFV) an und spielt in der Saison 2025/26 in der 2. Landesliga Ost. Der Sportclub trägt seine Spiele in der Franz „Stulli“ Biehal Arena mit 2000 Plätzen aus.

## Geschichte
In der Saison 1991/92 sicherte sich der Verein den Meistertitel in der niederösterreichischen Landesliga.

## Bekannte Spieler und Trainer
- Antonín Panenka
- Nico Antonitsch
- Mensur Kurtiši
- Dominik Volf
- Miroslav Siva
- Jiří Ondra
- Ehinabo Omoighe
- Georg Schors
- Abd Al Rahman Osman Ali

## Erfolge
- Niederösterreichische Landesliga:
  - 1 × Meister: 1992
- Niederösterreichischer Fußballcup:
  - 3 × Cupsieger: 1937, 1939, 1950
  - 5 × Finalist: 1934, 1937, 1939, 1950, 2022